# Renkō-ji

Buste de Subhash Chandra Bose

Le Renkō-ji (蓮光寺) est un temple bouddhiste à Tokyo. Il est supposé être l'emplacement présumé des cendres de Netaji Subhash Chandra Bose, dirigeant indépendantiste indien, qui y sont conservées depuis le 18 septembre 1945.
Le petit temple bien conservé a été créé en 1594, inspiré par le Dieu de la richesse et du bonheur. Il appartient à la secte du Bouddhisme Nichiren qui croit que le salut de l'homme ne réside que dans le sūtra du Lotus.

## Netaji Subhash Chandra Bose
Les cendres de Subhas Chandra Bose arrivent au temple en vue d'une cérémonie funèbre, mais le rev. Mochizuki, père de l'actuel chef moine, décide de les garder en lieu sûr. Les obsèques de Bose ont lieu le 18 septembre 1945 à 08:00 . Tous les ans, les associés de Netaji commémorent l'anniversaire de sa mort le 18 août au temple. Au fil des ans, plusieurs responsables indiens ont visité le Renkō-ji pour présenter leur respect à Subhas Chandra Bose : Le premier ministre Jawaharlal Nehru est le premier dignitaire à visiter le site en octobre 1957. Le président Rajendra Prasad lui succède un an plus tard. Indira Gandhi effectue une visite en 1969. Atal Bihari Vajpayee, ancien premier ministre indien, visite le temple une première fois pendant son mandat de ministre des Affaires étrangères. Il s'y rend plus tard lors de sa visite officielle au Japon le 9 décembre 2001. En 2000, Jaswant Singh, le ministre des affaires étrangères d'alors, visite le Renkō-ji en novembre.
Les cendres de Netaji sont conservées dans une petite pagode d'or.

## Controverse
La commission d'enquête judiciaire Mukherjee (en) a remis son rapport au gouvernement indien le 8 novembre 2005. Le rapport a été déposé au Parlement le 17 mai 2006. La commission déclare que Bose n'est pas mort dans le crash de l'avion et que les cendres au Renkō-ji ne sont pas les siennes. Toutefois, le gouvernement indien a rejeté les conclusions de la Commission mais aucun motif n'a été donné.